# Marcel Krügel
Marcel-René Krügel (* 31. Januar 1893 in Noiraigue; † 3. April 1973 in Travers) war ein  Schweizer Unternehmer und Politiker (LPS). Er war Schweizer Statthalter des Ritterordens vom Heiligen Grab zu Jerusalem.

## Biografie
Marcel Krügel, Sohn des Unternehmers Ferdinand Krügel und von Mina Schopfer, studierte nach dem Besuch der Handelsschule in Neuenburg Wirtschaftswissenschaften an der Universität Neuenburg. 1944 trat er in das Familienunternehmen ein, eine Fabrik für Feinsteine zur Produktion von Uhren.
Krügel war Präsident der Association suisse des fabricants de pierres d’horlogerie et scientifiques (ASFPH) und Vizepräsident der Union suisse des branches annexes de l’horlogerie (UBAH), einem Verband von Bestandteilhersteller der Schweizerischen Uhrenindustrie. Er war Mitglied der Delegiertenversammlung und des Zentralvorstands der Chambre suisse de l’Horlogie / Schweizerische Uhrenkammer mit Sitz in La Chaux-de-Fonds. Zudem war er Herausgeber des Fachmagazins der Uhrenindustrie La Suisse horlogère. Krügel war von 1939 bis 1945 Oberst des Infanterieregiments 8 und von 1944 bis 1950 Kommandant der Grenzbrigade 2 der Schweizer Armee.
Von 1953 bis 1981 war Krügel Statthalter der Schweizerischen Statthalterei des Ritterordens vom Heiligen Grab zu Jerusalem.

## Politik
Von 1926 bis 1933 und von 1944 bis 1968 amtierte Krügel als Gemeinderat in seiner Heimatgemeinde Travers. Ausserdem vertrat er von 1933 bis 1940 den Kanton Neuenburg im Nationalrat, der grossen Kammer der Schweizerischen Bundesversammlung.